# Skisprung-Weltcup 2014/15
Der Skisprung-Weltcup 2014/2015 war eine vom Weltskiverband FIS ausgetragene Wettkampfserie im Skispringen. Der Weltcup bei den Männern wurde vom 22. November 2014 bis zum 22. März 2015 ausgetragen und umfasste 32 Einzel- sowie fünf Teamwettbewerbe, von denen 33 in Europa und vier in Asien stattfanden. Bei den Damen wurde er vom 5. Dezember 2014 bis zum 13. März 2015 ausgetragen und umfasste 14 Einzelwettbewerbe, von denen zehn in Europa und vier in Asien stattfanden.

## Herren
Severin Freund und Peter Prevc lieferten sich ein Duell um den Gewinn des Gesamtweltcups, wobei beide am Ende der Saison die exakt gleiche Anzahl von Weltcuppunkten innehatten (1729). Die Anzahl der gewonnenen Weltcupspringen gab jedoch den Ausschlag zugunsten von Freund (9:3 Siege), der damit zum ersten deutschen Sieger des Gesamtweltcups seit Martin Schmitt in der Saison 1999/2000 avancierte. Stefan Kraft schaffte den endgültigen Durchbruch in die Weltspitze, gewann die Vierschanzentournee sowie zwei weitere Weltcupspringen und belegte den dritten Platz der Gesamtwertung.
Der verletzungsgeplagte Titelverteidiger Kamil Stoch kam über den neunten Rang der Gesamtwertung nicht heraus, einen Platz vor seinem Vorgänger, dem Gesamtweltcupsieger 2012/13 Gregor Schlierenzauer.

### Teilnehmende Länder
| Europa (17 Länder)                                                                                            | Europa (17 Länder)                                                                       | Europa (17 Länder) |
| --- | ---------------------------------------------------------------------------------------- | ------------------ |
| - Bulgarien - Deutschland - Estland - Finnland - Frankreich - Griechenland - Italien - Niederlande - Norwegen | - Österreich - Polen - Rumänien - Russland - Schweden - Schweiz - Slowenien - Tschechien |                    |
| Amerika (2 Länder)                                                                                            |                                                                                          |                    |
| - Kanada | - Vereinigte Staaten                                                                     |                    |
| Asien (3 Länder)                                                                                              |                                                                                          |                    |
| - Japan - Kasachstan                                                                                          | - Südkorea                                                                               |                    |

### Weltcup-Übersicht
| Datum                                                                       | Austragungsort           | Schanze                         | Bemerkung              | Sieger                                                                          | Zweiter                                                                      | Dritter                                                                 | Gelbes Trikot   |
| --------------------------------------------------------------------------- | ------------------------ | ------------------------------- | ---------------------- | ------------------------------------------------------------------------------- | ---------------------------------------------------------------------------- | ----------------------------------------------------------------------- | --------------- |
| 22.11.2014                                                                  | Klingenthal              | Vogtland Arena HS140            | Team Nacht             | DeutschlandMarkus Eisenbichler Richard Freitag Andreas Wellinger Severin Freund | JapanReruhi Shimizu Daiki Itō Noriaki Kasai Taku Takeuchi                    | NorwegenRune Velta Anders Jacobsen Anders Fannemel Anders Bardal        |                 |
| 23.11.2014                                                                  | Klingenthal              | Vogtland Arena HS140            |                        | Roman Koudelka                                                                  | Stefan Kraft                                                                 | Andreas Wellinger                                                       | Roman Koudelka  |
| 28.11.2014                                                                  | Kuusamo                  | Rukatunturi-Schanze HS142       | Nacht                  | Simon Ammann                                                                    | Daiki Itō                                                                    | Noriaki Kasai                                                           | Simon Ammann    |
| 29.11.2014                                                                  | Kuusamo                  | Rukatunturi-Schanze HS142       | Nacht                  | Simon Ammann Noriaki Kasai                                                      |                                                                              | Severin Freund                                                          | Simon Ammann    |
| 06.12.2014                                                                  | Lillehammer              | Lysgårdsbakken HS138            | Nacht                  | Gregor Schlierenzauer                                                           | Anders Fannemel                                                              | Michael Hayböck                                                         | Simon Ammann    |
| 07.12.2014                                                                  | Lillehammer              | Lysgårdsbakken HS138            | 1                      | Roman Koudelka                                                                  | Peter Prevc                                                                  | Michael Hayböck                                                         | Roman Koudelka  |
| 13.12.2014                                                                  | Nischni Tagil            | Tramplin Stork HS134            | Nacht                  | Anders Fannemel                                                                 | Gregor Schlierenzauer                                                        | Severin Freund                                                          | Anders Fannemel |
| 14.12.2014                                                                  | Nischni Tagil            | Tramplin Stork HS134            | Nacht 2                | Severin Freund                                                                  | Anders Fannemel                                                              | Stefan Kraft                                                            | Anders Fannemel |
| 20.12.2014                                                                  | Engelberg                | Gross-Titlis-Schanze HS137      |                        | Richard Freitag                                                                 | Roman Koudelka                                                               | Jernej Damjan Michael Hayböck                                           | Anders Fannemel |
| 21.12.2014                                                                  | Engelberg                | Gross-Titlis-Schanze HS137      |                        | Roman Koudelka                                                                  | Simon Ammann                                                                 | Michael Hayböck                                                         | Anders Fannemel |
| 63. Vierschanzentournee                                                     |                          |                                 |                        |                                                                                 |                                                                              |                                                                         | Anders Fannemel |
| 28.12.2014                                                                  | Oberstdorf               | Schattenbergschanze HS137       | Nacht                  | Wettbewerb wegen starken Windes und Schneefalls abgebrochen                     | Wettbewerb wegen starken Windes und Schneefalls abgebrochen                  | Wettbewerb wegen starken Windes und Schneefalls abgebrochen             | Anders Fannemel |
| 29.12.2014                                                                  | Oberstdorf               | Schattenbergschanze HS137       | Nacht 3                | Stefan Kraft                                                                    | Michael Hayböck                                                              | Peter Prevc                                                             | Michael Hayböck |
| 01.01.2015                                                                  | Garmisch-Partenkirchen   | Große Olympiaschanze HS140      |                        | Anders Jacobsen                                                                 | Simon Ammann                                                                 | Peter Prevc                                                             | Michael Hayböck |
| 04.01.2015                                                                  | Innsbruck                | Bergiselschanze HS130           |                        | Richard Freitag                                                                 | Stefan Kraft                                                                 | Simon Ammann Noriaki Kasai                                              | Michael Hayböck |
| 06.01.2015                                                                  | Bischofshofen            | Paul-Außerleitner-Schanze HS140 | Nacht                  | Michael Hayböck                                                                 | Noriaki Kasai                                                                | Stefan Kraft                                                            | Michael Hayböck |
| Tournee-Gesamtwertung:                                                      | Tournee-Gesamtwertung:   | Tournee-Gesamtwertung:          | Tournee-Gesamtwertung: | Stefan Kraft                                                                    | Michael Hayböck                                                              | Peter Prevc                                                             | Michael Hayböck |
| 10.01.2015                                                                  | Bad Mitterndorf/Tauplitz | Kulm HS225                      | Skifliegen             | Severin Freund                                                                  | Stefan Kraft                                                                 | Jurij Tepeš                                                             | Michael Hayböck |
| 11.01.2015                                                                  | Bad Mitterndorf/Tauplitz | Kulm HS225                      | Skifliegen             | Wettbewerb wegen starken Windes abgesagt                                        | Wettbewerb wegen starken Windes abgesagt                                     | Wettbewerb wegen starken Windes abgesagt                                | Michael Hayböck |
| 15.01.2015                                                                  | Wisła                    | Malinka HS134                   | Nacht 1                | Stefan Kraft                                                                    | Peter Prevc                                                                  | Severin Freund                                                          | Stefan Kraft    |
| 17.01.2015                                                                  | Zakopane                 | Wielka Krokiew HS134            | Team Nacht             | DeutschlandMichael Neumayer Marinus Kraus Richard Freitag Severin Freund        | ÖsterreichMichael Hayböck Gregor Schlierenzauer Thomas Diethart Stefan Kraft | SlowenienJurij Tepeš Nejc Dežman Jernej Damjan Peter Prevc              | Stefan Kraft    |
| 18.01.2015                                                                  | Zakopane                 | Wielka Krokiew HS134            |                        | Kamil Stoch                                                                     | Stefan Kraft                                                                 | Severin Freund                                                          | Stefan Kraft    |
| 24.01.2015                                                                  | Sapporo                  | Ōkurayama-Schanze HS134         | Nacht                  | Peter Prevc                                                                     | Stefan Kraft                                                                 | Roman Koudelka                                                          | Stefan Kraft    |
| 25.01.2015                                                                  | Sapporo                  | Ōkurayama-Schanze HS134         |                        | Roman Koudelka                                                                  | Kamil Stoch                                                                  | Peter Prevc                                                             | Stefan Kraft    |
| 30.01.2015                                                                  | Willingen                | Mühlenkopfschanze HS145         | Nacht                  | Kamil Stoch                                                                     | Peter Prevc                                                                  | Severin Freund                                                          | Stefan Kraft    |
| 31.01.2015                                                                  | Willingen                | Mühlenkopfschanze HS145         | Team Nacht             | SlowenienJurij Tepeš Nejc Dežman Jernej Damjan Peter Prevc                      | DeutschlandMarkus Eisenbichler Marinus Kraus Richard Freitag Severin Freund  | NorwegenTom Hilde Anders Jacobsen Anders Fannemel Rune Velta            | Stefan Kraft    |
| 01.02.2015                                                                  | Willingen                | Mühlenkopfschanze HS145         |                        | Severin Freund                                                                  | Rune Velta                                                                   | Roman Koudelka                                                          | Stefan Kraft    |
| 07.02.2015                                                                  | Liberec                  | Ještěd „A“ HS134                | Nacht                  | Wettbewerbe aus organisatorischen Gründen abgesagt                              | Wettbewerbe aus organisatorischen Gründen abgesagt                           | Wettbewerbe aus organisatorischen Gründen abgesagt                      | Stefan Kraft    |
| 08.02.2015                                                                  | Liberec                  | Ještěd „A“ HS134                |                        | Wettbewerbe aus organisatorischen Gründen abgesagt                              | Wettbewerbe aus organisatorischen Gründen abgesagt                           | Wettbewerbe aus organisatorischen Gründen abgesagt                      | Stefan Kraft    |
| 07.02.2015                                                                  | Titisee-Neustadt         | Hochfirstschanze HS142          | 4                      | Severin Freund                                                                  | Stefan Kraft                                                                 | Peter Prevc                                                             | Stefan Kraft    |
| 08.02.2015                                                                  | Titisee-Neustadt         | Hochfirstschanze HS142          | 4                      | Anders Fannemel                                                                 | Kamil Stoch                                                                  | Roman Koudelka                                                          | Stefan Kraft    |
| 14.02.2015                                                                  | Vikersund                | Vikersundbakken HS225           | Skifliegen Nacht       | Peter Prevc                                                                     | Anders Fannemel                                                              | Noriaki Kasai                                                           | Peter Prevc     |
| 15.02.2015                                                                  | Vikersund                | Vikersundbakken HS225           | Skifliegen             | Severin Freund                                                                  | Anders Fannemel                                                              | Johann André Forfang                                                    | Peter Prevc     |
| 18. Februar bis 1. März 2015 Nordische Skiweltmeisterschaften 2015 in Falun |                          |                                 |                        |                                                                                 |                                                                              |                                                                         | Peter Prevc     |
| 07.03.2015                                                                  | Lahti                    | Salpausselkä-Schanze HS130      | Team Nacht             | NorwegenAnders Bardal Anders Jacobsen Anders Fannemel Rune Velta                | DeutschlandRichard Freitag Marinus Kraus Markus Eisenbichler Severin Freund  | JapanShōhei Tochimoto Taku Takeuchi Daiki Itō Noriaki Kasai             | Peter Prevc     |
| 08.03.2015                                                                  | Lahti                    | Salpausselkä-Schanze HS130      |                        | Stefan Kraft                                                                    | Severin Freund                                                               | Anders Fannemel                                                         | Peter Prevc     |
| 10.03.2015                                                                  | Kuopio                   | Puijo-Schanze HS100             | Nacht 5                | Severin Freund                                                                  | Anders Bardal                                                                | Stefan Kraft Simon Ammann                                               | Stefan Kraft    |
| 12.03.2015                                                                  | Trondheim                | Granåsen HS138                  | Nacht                  | Severin Freund                                                                  | Peter Prevc                                                                  | Rune Velta                                                              | Severin Freund  |
| 14.03.2015                                                                  | Oslo                     | Holmenkollbakken HS134          | Nacht                  | Severin Freund                                                                  | Peter Prevc                                                                  | Rune Velta                                                              | Severin Freund  |
| 15.03.2015                                                                  | Oslo                     | Holmenkollbakken HS134          |                        | Severin Freund                                                                  | Noriaki Kasai                                                                | Peter Prevc Kamil Stoch                                                 | Severin Freund  |
| 20.03.2015                                                                  | Planica                  | Letalnica bratov Gorišek HS225  | Skifliegen             | Peter Prevc                                                                     | Jurij Tepeš                                                                  | Stefan Kraft                                                            | Severin Freund  |
| 21.03.2015                                                                  | Planica                  | Letalnica bratov Gorišek HS225  | Skifliegen Team 1      | SlowenienJurij Tepeš Anže Semenič Robert Kranjec Peter Prevc                    | ÖsterreichStefan Kraft Michael Hayböck Manuel Fettner Gregor Schlierenzauer  | NorwegenJohann André Forfang Kenneth Gangnes Anders Fannemel Rune Velta | Severin Freund  |
| 22.03.2015                                                                  | Planica                  | Letalnica bratov Gorišek HS225  | Skifliegen             | Jurij Tepeš                                                                     | Peter Prevc                                                                  | Rune Velta                                                              | Severin Freund  |

### Wertungen
| Rang | Name                     | Punkte |
| ---- | ------------------------ | ------ |
| 01.  | Severin Freund           | 1729   |
| 02.  | Peter Prevc              | 1729   |
| 03.  | Stefan Kraft             | 1578   |
| 04.  | Anders Fannemel          | 1161   |
| 05.  | Michael Hayböck          | 1157   |
| 06.  | Noriaki Kasai            | 1137   |
| 07.  | Roman Koudelka           | 1113   |
| 08.  | Rune Velta               | 0848   |
| 09.  | Kamil Stoch              | 0820   |
| 10.  | Gregor Schlierenzauer    | 0739   |
| 11.  | Simon Ammann             | 0646   |
| 12.  | Richard Freitag          | 0622   |
| 13.  | Jurij Tepeš              | 0554   |
| 14.  | Jernej Damjan            | 0535   |
| 15.  | Markus Eisenbichler      | 0529   |
| 16.  | Daiki Itō                | 0513   |
| 17.  | Anders Jacobsen          | 0511   |
| 18.  | Anders Bardal            | 0477   |
| 19.  | Piotr Żyła               | 0474   |
| 20.  | Taku Takeuchi            | 0363   |
| 21.  | Michael Neumayer         | 0347   |
| 22.  | Marinus Kraus            | 0327   |
| 23.  | Johann André Forfang     | 0325   |
| 24.  | Nejc Dežman              | 0224   |
| 25.  | Matjaž Pungertar         | 0205   |
| 26.  | Robert Kranjec           | 0201   |
| 27.  | Gregor Deschwanden       | 0189   |
| 28.  | Vincent Descombes Sevoie | 0179   |
| 29.  | Andreas Kofler           | 0173   |

| Rang | Name                 | Punkte |
| ---- | -------------------- | ------ |
| 30.  | Lauri Asikainen      | 0157   |
| 31.  | Phillip Sjøen        | 0155   |
| 32.  | Jarkko Määttä        | 0151   |
| 33.  | Manuel Fettner       | 0146   |
| 34.  | Dmitri Wassiljew     | 0145   |
| 35.  | Andreas Wellinger    | 0137   |
| 36.  | Andreas Stjernen     | 0134   |
| 37.  | Manuel Poppinger     | 0128   |
| 38.  | Stephan Leyhe        | 0120   |
| 39.  | Tom Hilde            | 0118   |
| 40.  | Jan Matura           | 0114   |
| 41.  | Kenneth Gangnes      | 0113   |
| 42.  | Klemens Murańka      | 0102   |
| 43.  | Thomas Diethart      | 0099   |
| 44.  | Junshirō Kobayashi   | 0095   |
| 45.  | Daniel-André Tande   | 0081   |
| 46.  | Shōhei Tochimoto     | 0079   |
| 47.  | Wladislaw Bojarinzew | 0077   |
| 48.  | Aleksander Zniszczoł | 0075   |
| 49.  | Kento Sakuyama       | 0062   |
| 50.  | Jan Ziobro           | 0055   |
| 51.  | Andreas Wank         | 0054   |
| 52.  | Davide Bresadola     | 0048   |
| 53.  | Ville Larinto        | 0035   |
|      | Dawid Kubacki        | 0035   |
|      | Anže Semenič         | 0035   |
| 56.  | Jakub Janda          | 0034   |
| 57.  | Ilmir Chasetdinow    | 0032   |
| 58.  | Janne Ahonen         | 0029   |

| Rang | Name                  | Punkte |
| ---- | --------------------- | ------ |
| 59.  | Cene Prevc            | 0027   |
| 60.  | Michail Maximotschkin | 0026   |
| 61.  | Antonín Hájek         | 0024   |
| 62.  | Anže Lanišek          | 0023   |
| 63.  | Sami Niemi            | 0019   |
| 64.  | Anssi Koivuranta      | 0018   |
| 65.  | Maciej Kot            | 0017   |
| 66.  | Killian Peier         | 0015   |
| 67.  | Joachim Hauer         | 0014   |
|      | Ulrich Wohlgenannt    | 0014   |
| 69.  | Ronan Lamy Chappuis   | 0013   |
| 70.  | Wladimir Sografski    | 0011   |
|      | Daniel Wenig          | 0011   |
| 72.  | Wolfgang Loitzl       | 0008   |
| 73.  | Denis Kornilow        | 0006   |
|      | Tomaž Naglič          | 0006   |
| 75.  | Karl Geiger           | 0005   |
|      | Robert Johansson      | 0005   |
|      | Rok Justin            | 0005   |
| 78.  | Ole Marius Ingvaldsen | 0004   |
|      | Stefan Hula           | 0004   |
|      | Lukáš Hlava           | 0004   |
|      | Nicholas Alexander    | 0004   |
| 82.  | Pius Paschke          | 0002   |
|      | Choi Seou             | 0002   |
|      | Kenshirō Itō          | 0002   |
| 85.  | Harri Olli            | 0001   |
|      | Simon Greiderer       | 0001   |
|      | Alexei Romaschow      | 0001   |

| Rang | Name                  | Punkte |
| ---- | --------------------- | ------ |
| 01.  | Peter Prevc           | 345    |
| 02.  | Severin Freund        | 336    |
| 03.  | Jurij Tepeš           | 287    |
| 04.  | Noriaki Kasai         | 227    |
| 05.  | Rune Velta            | 200    |
| 06.  | Anders Fannemel       | 197    |
| 07.  | Stefan Kraft          | 190    |
| 08.  | Johann André Forfang  | 151    |
| 09.  | Michael Neumayer      | 107    |
| 10.  | Daiki Itō             | 099    |
| 11.  | Andreas Stjernen      | 096    |
|      | Piotr Żyła            | 096    |
| 13.  | Michael Hayböck       | 091    |
| 14.  | Markus Eisenbichler   | 090    |
| 15.  | Jernej Damjan         | 078    |
| 16.  | Kamil Stoch           | 077    |
| 17.  | Taku Takeuchi         | 068    |
| 18.  | Gregor Schlierenzauer | 058    |
| 19.  | Richard Freitag       | 052    |

| Rang | Name                     | Punkte |
| ---- | ------------------------ | ------ |
|      | Kenneth Gangnes          | 052    |
| 21.  | Robert Kranjec           | 049    |
| 22.  | Dmitri Wassiljew         | 048    |
|      | Manuel Poppinger         | 048    |
| 24.  | Nejc Dežman              | 047    |
| 25.  | Manuel Fettner           | 044    |
| 26.  | Vincent Descombes Sevoie | 039    |
| 27.  | Anders Jacobsen          | 036    |
| 28.  | Roman Koudelka           | 035    |
|      | Anže Semenič             | 035    |
| 30.  | Marinus Kraus            | 033    |
| 31.  | Junshirō Kobayashi       | 026    |
| 32.  | Gregor Deschwanden       | 024    |
| 33.  | Jarkko Määttä            | 021    |
| 34.  | Jan Matura               | 020    |
|      | Shōhei Tochimoto         | 020    |
| 36.  | Aleksander Zniszczoł     | 017    |
| 37.  | Tom Hilde                | 016    |
|      | Stephan Leyhe            | 016    |

| Rang | Name                  | Punkte |
| ---- | --------------------- | ------ |
| 39.  | Klemens Murańka       | 014    |
| 40.  | Antonín Hájek         | 013    |
|      | Phillip Sjøen         | 013    |
| 42.  | Daniel-André Tande    | 012    |
| 43.  | Ulrich Wohlgenannt    | 011    |
| 44.  | Thomas Diethart       | 010    |
| 45.  | Kento Sakuyama        | 009    |
| 46.  | Janne Ahonen          | 008    |
|      | Davide Bresadola      | 008    |
| 48.  | Rok Justin            | 005    |
| 49.  | Ole Marius Ingvaldsen | 004    |
| 50.  | Joachim Hauer         | 003    |
| 51.  | Pius Paschke          | 002    |
|      | Daniel Wenig          | 002    |
|      | Lauri Asikainen       | 002    |
| 54.  | Simon Greiderer       | 001    |
|      | Harri Olli            | 001    |
|      | Matjaž Pungertar      | 001    |

| Endstand nach 36 Wettbewerben |                    |        |
| \| Rang \| Name \| Punkte \| \| ---- \| ------------------ \| ------ \| \| 01. \| Deutschland \| 5533 \| \| 02. \| Norwegen \| 5496 \| \| 03. \| Österreich \| 5193 \| \| 04. \| Slowenien \| 4994 \| \| 05. \| Japan \| 3501 \| \| 06. \| Polen \| 2282 \| \| 07. \| Tschechien \| 1839 \| \| 08. \| Schweiz \| 0950 \| \| 09. \| Finnland \| 0760 \| \| 10. \| Russland \| 0487 \| \| 11. \| Frankreich \| 0192 \| \| 12. \| Italien \| 0098 \| \| 13. \| Bulgarien \| 0011 \| \| 14. \| Vereinigte Staaten \| 0004 \| \| 15. \| Südkorea \| 0002 \| |                    |        |
| Rang | Name               | Punkte |
| 01. | Deutschland        | 5533   |
| 02. | Norwegen           | 5496   |
| 03. | Österreich         | 5193   |
| 04. | Slowenien          | 4994   |
| 05. | Japan              | 3501   |
| 06. | Polen              | 2282   |
| 07. | Tschechien         | 1839   |
| 08. | Schweiz            | 0950   |
| 09. | Finnland           | 0760   |
| 10. | Russland           | 0487   |
| 11. | Frankreich         | 0192   |
| 12. | Italien            | 0098   |
| 13. | Bulgarien          | 0011   |
| 14. | Vereinigte Staaten | 0004   |
| 15. | Südkorea           | 0002   |

### Karriereenden
Während der Saison:
- Wolfgang Loitzl[1]
- Pascal Egloff[2]
- Anders Bardal[3]

Nach der Saison:
- Anders Jacobsen[4]
- Johan Martin Brandt[5]
- Kim René Elverum Sorsell[5]
- Ole Marius Ingvaldsen[5]
- Atle Pedersen Rønsen[5]
- Vegard Haukø Sklett[5]
- Nicolas Mayer[6]

## Damen
Erstmals gewann die österreichische Skisprungpionierin Daniela Iraschko-Stolz, wobei sie sich knapp gegen Titelverteidigerin Sara Takanashi durchsetzte. Den dritten Platz belegte Olympiasiegerin Carina Vogt, die die Saison mit dem Gewinn zweier WM-Titel krönte.

### Teilnehmende Länder
| Europa (12 Länder)                                                      | Europa (12 Länder)                                               | Europa (12 Länder) |
| ----------------------------------------------------------------------- | ---------------------------------------------------------------- | ------------------ |
| - Deutschland - Finnland - Frankreich - Italien - Norwegen - Österreich | - Polen - Rumänien - Russland - Schweiz - Slowenien - Tschechien |                    |
| Amerika (2 Länder)                                                      |                                                                  |                    |
| - Kanada                                                                | - Vereinigte Staaten                                             |                    |
| Asien (2 Länder)                                                        |                                                                  |                    |
| - Japan                                                                 | - Volksrepublik China                                            |                    |

### Weltcup-Übersicht
| Datum                                                                       | Austragungsort | Schanze                           | Bemerkung | Siegerin                                  | Zweite                                    | Dritte                                    | Gelbes Trikot                                      |
| --------------------------------------------------------------------------- | -------------- | --------------------------------- | --------- | ----------------------------------------- | ----------------------------------------- | ----------------------------------------- | -------------------------------------------------- |
| 05.12.2014                                                                  | Lillehammer    | Lysgårdsbakken HS100              | Nacht     | Špela Rogelj                              | Daniela Iraschko-Stolz                    | Sara Takanashi                            | Špela Rogelj                                       |
| 10.01.2015                                                                  | Sapporo        | Miyanomori-Schanze HS100          |           | Sara Takanashi                            | Daniela Iraschko-Stolz                    | Špela Rogelj                              | Daniela Iraschko-Stolz Špela Rogelj Sara Takanashi |
| 11.01.2015                                                                  | Sapporo        | Miyanomori-Schanze HS100          |           | Sara Takanashi                            | Carina Vogt                               | Chiara Hölzl                              | Sara Takanashi                                     |
| 17.01.2015                                                                  | Yamagata       | Zaō-Schanze HS100                 |           | Wettbewerb wegen starkem Wind abgebrochen | Wettbewerb wegen starkem Wind abgebrochen | Wettbewerb wegen starkem Wind abgebrochen | Sara Takanashi                                     |
| 18.01.2015                                                                  | Yamagata       | Zaō-Schanze HS100                 | 1         | Wettbewerb wegen starkem Wind abgesagt    | Wettbewerb wegen starkem Wind abgesagt    | Wettbewerb wegen starkem Wind abgesagt    | Sara Takanashi                                     |
| 18.01.2015                                                                  | Yamagata       | Zaō-Schanze HS100                 | 2         | Carina Vogt                               | Irina Awwakumowa                          | Špela Rogelj                              | Sara Takanashi                                     |
| 24.01.2015                                                                  | Oberstdorf     | Schattenbergschanze HS106         |           | Daniela Iraschko-Stolz                    | Carina Vogt                               | Sara Takanashi                            | Sara Takanashi                                     |
| 25.01.2015                                                                  | Oberstdorf     | Schattenbergschanze HS106         |           | Daniela Iraschko-Stolz                    | Carina Vogt                               | Taylor Henrich                            | Daniela Iraschko-Stolz                             |
| 31.01.2015                                                                  | Hinzenbach     | Aigner-Schanze HS94               |           | Daniela Iraschko-Stolz                    | Carina Vogt                               | Sara Takanashi                            | Daniela Iraschko-Stolz                             |
| 01.02.2015                                                                  | Hinzenbach     | Aigner-Schanze HS94               |           | Carina Vogt                               | Daniela Iraschko-Stolz                    | Špela Rogelj                              | Daniela Iraschko-Stolz                             |
| 07.02.2015                                                                  | Râșnov         | Trambulina Valea Cărbunării HS100 |           | Daniela Iraschko-Stolz                    | Sara Takanashi                            | Maren Lundby                              | Daniela Iraschko-Stolz                             |
| 08.02.2015                                                                  | Râșnov         | Trambulina Valea Cărbunării HS100 | 3         | Sara Takanashi                            | Nita Englund                              | Daniela Iraschko-Stolz                    | Daniela Iraschko-Stolz                             |
| 14.02.2015                                                                  | Ljubno         | Logarska dolina HS95              |           | Sara Takanashi                            | Daniela Iraschko-Stolz                    | Sarah Hendrickson                         | Daniela Iraschko-Stolz                             |
| 15.02.2015                                                                  | Ljubno         | Logarska dolina HS95              |           | Daniela Iraschko-Stolz Sara Takanashi     |                                           | Sarah Hendrickson                         | Daniela Iraschko-Stolz                             |
| 18. Februar bis 1. März 2015 Nordische Skiweltmeisterschaften 2015 in Falun |                |                                   |           |                                           |                                           |                                           | Daniela Iraschko-Stolz                             |
| 13.03.2015                                                                  | Oslo           | Holmenkollbakken HS134            |           | Sara Takanashi                            | Sarah Hendrickson                         | Taylor Henrich                            | Daniela Iraschko-Stolz                             |

### Einzelergebnisse
| Athletin                   | Norwegen | Japan | Japan | Japan | Deutschland | Deutschland | Osterreich | Osterreich | Rumänien | Rumänien | Slowenien | Slowenien | Norwegen |       |       |       |       |       |       |
| China                      | China    | China | China | China | China       | China       | China      | China      | China    | China    | China     | China     | China    | China | China | China | China | China | China |
| -------------------------- | -------- | ----- | ----- | ----- | ----------- | ----------- | ---------- | ---------- | -------- | -------- | --------- | --------- | -------- | ----- | ----- | ----- | ----- | ----- | ----- |
| Liu Qi                     | –        | q     | q     | –     | –           | –           | –          | –          | –        | –        | –         | –         | –        |       |       |       |       |       |       |
| Deutschland                |          |       |       |       |             |             |            |            |          |          |           |           |          |       |       |       |       |       |       |
| Katharina Althaus          | 10       | 10    | 6     | 5     | 6           | 26          | 4          | 9          | 16       | 19       | –         | –         | 20       |       |       |       |       |       |       |
| Gianina Ernst              | 28       | 17    | 18    | 15    | 21          | 23          | q          | –          | –        | –        | 33        | 26        | –        |       |       |       |       |       |       |
| Ulrike Gräßler             | 14       | 23    | 36    | 12    | 36          | 30          | 21         | 20         | 11       | 14       | –         | –         | 19       |       |       |       |       |       |       |
| Anna Häfele                | –        | –     | –     | –     | 24          | 25          | –          | 25         | 29       | 29       | 27        | 16        | –        |       |       |       |       |       |       |
| Pauline Heßler             | 23       | –     | –     | –     | 28          | 34          | 31         | –          | –        | –        | 37        | 34        | –        |       |       |       |       |       |       |
| Henriette Kraus            | –        | –     | –     | –     | q           | 29          | –          | –          | –        | –        | –         | –         | –        |       |       |       |       |       |       |
| Anna Rupprecht             | –        | –     | –     | –     | q           | 32          | –          | –          | –        | –        | 30        | q         | –        |       |       |       |       |       |       |
| Juliane Seyfarth           | –        | 11    | 32    | 26    | 22          | 20          | 26         | 12         | 9        | 5        | 13        | 5         | 24       |       |       |       |       |       |       |
| Ramona Straub              | –        | –     | –     | –     | 37          | q           | –          | –          | –        | –        | –         | –         | –        |       |       |       |       |       |       |
| Carina Vogt                | 19       | 7     | 2     | 1     | 2           | 2           | 2          | 1          | 8        | 12       | –         | –         | 4        |       |       |       |       |       |       |
| Svenja Würth               | 36       | 29    | 30    | 39    | 34          | 27          | –          | 31         | 21       | 17       | 25        | 29        | –        |       |       |       |       |       |       |
| Veronika Zobel             | –        | –     | –     | –     | q           | q           | –          | –          | –        | –        | –         | –         | –        |       |       |       |       |       |       |
| Finnland                   |          |       |       |       |             |             |            |            |          |          |           |           |          |       |       |       |       |       |       |
| Susanna Forsström          | q        | –     | –     | –     | q           | q           | 36         | 37         | 36       | 35       | –         | –         | –        |       |       |       |       |       |       |
| Julia Kykkänen             | 24       | 32    | 15    | 22    | 20          | 24          | 22         | 21         | 23       | 16       | –         | –         | 9        |       |       |       |       |       |       |
| Frankreich                 |          |       |       |       |             |             |            |            |          |          |           |           |          |       |       |       |       |       |       |
| Océane Avocat Gros         | –        | –     | –     | –     | q           | q           | –          | –          | –        | –        | –         | –         | –        |       |       |       |       |       |       |
| Julia Clair                | 20       | 33    | 33    | 21    | 25          | 13          | 20         | 16         | 14       | 20       | 18        | 12        | 17       |       |       |       |       |       |       |
| Léa Lemare                 | 31       | 37    | 26    | 27    | 22          | 31          | 17         | 19         | 22       | 24       | 23        | 25        | 16       |       |       |       |       |       |       |
| Coline Mattel              | 16       | 18    | 14    | 18    | 13          | 19          | DSQ        | 22         | 15       | 25       | 29        | 32        | 27       |       |       |       |       |       |       |
| Italien                    |          |       |       |       |             |             |            |            |          |          |           |           |          |       |       |       |       |       |       |
| Veronica Gianmoena         | –        | –     | –     | –     | q           | q           | –          | –          | –        | –        | q         | q         | –        |       |       |       |       |       |       |
| Evelyn Insam               | 37       | q     | 20    | 17    | 29          | 35          | 30         | 33         | 30       | 31       | –         | –         | –        |       |       |       |       |       |       |
| Elena Runggaldier          | 25       | 24    | 37    | 33    | 31          | q           | 28         | 24         | 31       | 33       | 34        | 33        | –        |       |       |       |       |       |       |
| Japan                      |          |       |       |       |             |             |            |            |          |          |           |           |          |       |       |       |       |       |       |
| Yūki Itō                   | 6        | 15    | 9     | 9     | 9           | 10          | 5          | 4          | 10       | 7        | 8         | 6         | 7        |       |       |       |       |       |       |
| Kaori Iwabuchi             | 30       | 25    | 19    | 20    | 12          | 21          | 25         | 29         | 28       | 22       | 24        | 21        | 29       |       |       |       |       |       |       |
| Yuka Kobayashi             | –        | 30    | 23    | 36    | –           | –           | –          | –          | –        | –        | –         | –         | –        |       |       |       |       |       |       |
| Aki Matsuhashi             | q        | 34    | –     | 42    | –           | –           | –          | –          | –        | –        | –         | –         | –        |       |       |       |       |       |       |
| Shihori Ōi                 | –        | 31    | –     | 44    | –           | –           | –          | –          | –        | –        | –         | –         | –        |       |       |       |       |       |       |
| Natsuka Sawaya             | –        | q     | –     | 46    | –           | –           | –          | –          | –        | –        | –         | –         | –        |       |       |       |       |       |       |
| Yūka Setō                  | 32       | 22    | 35    | 16    | 11          | 14          | 22         | 23         | –        | –        | 26        | 20        | 30       |       |       |       |       |       |       |
| Misaki Shigeno             | –        | 27    | –     | 32    | –           | –           | –          | –          | –        | –        | –         | –         | –        |       |       |       |       |       |       |
| Sara Takanashi             | 3        | 1     | 1     | 7     | 3           | 5           | 3          | 8          | 2        | 1        | 1         | 1         | 1        |       |       |       |       |       |       |
| Ayuka Takeda               | –        | 38    | –     | 40    | –           | –           | –          | –          | –        | –        | –         | –         | –        |       |       |       |       |       |       |
| Ayumi Watase               | q        | q     | –     | 30    | –           | –           | –          | –          | –        | –        | –         | –         | –        |       |       |       |       |       |       |
| Yurina Yamada              | –        | 34    | 28    | 29    | q           | q           | 35         | q          | –        | –        | 28        | 23        | –        |       |       |       |       |       |       |
| Kanada                     |          |       |       |       |             |             |            |            |          |          |           |           |          |       |       |       |       |       |       |
| Taylor Henrich             | –        | –     | –     | –     | 5           | 3           | 13         | 5          | –        | –        | –         | –         | 3        |       |       |       |       |       |       |
| Jasmine Sepandj            | –        | –     | –     | –     | q           | q           | q          | q          | –        | –        | –         | –         | –        |       |       |       |       |       |       |
| Norwegen                   |          |       |       |       |             |             |            |            |          |          |           |           |          |       |       |       |       |       |       |
| Tonje Bakke                | q        | –     | –     | –     | –           | –           | –          | –          | –        | –        | –         | –         | –        |       |       |       |       |       |       |
| Gyda Enger                 | 40       | –     | –     | –     | q           | q           | 29         | 32         | 17       | 27       | 21        | 28        | 22       |       |       |       |       |       |       |
| Line Jahr                  | 5        | 12    | 16    | 14    | 30          | 28          | 12         | 13         | 7        | 4        | 10        | 8         | 15       |       |       |       |       |       |       |
| Maren Lundby               | 27       | 9     | 25    | 19    | 27          | q           | 7          | 13         | 3        | 8        | 4         | 15        | 13       |       |       |       |       |       |       |
| Sara Melø                  | q        | –     | –     | –     | –           | –           | –          | –          | –        | –        | –         | –         | –        |       |       |       |       |       |       |
| Anniken Mork               | q        | q     | q     | 47    | –           | –           | –          | –          | –        | –        | –         | –         | –        |       |       |       |       |       |       |
| Karoline Røstad            | q        | –     | –     | –     | –           | –           | –          | –          | –        | –        | –         | –         | –        |       |       |       |       |       |       |
| Anette Sagen               | 17       | –     | –     | –     | 40          | 37          | –          | –          | DSQ      | 23       | –         | –         | –        |       |       |       |       |       |       |
| Marte Pauline Skinnes      | q        | –     | –     | –     | –           | –           | –          | –          | –        | –        | –         | –         | –        |       |       |       |       |       |       |
| Anna Odine Strøm           | q        | –     | –     | –     | q           | q           | –          | –          | –        | –        | –         | –         | 32       |       |       |       |       |       |       |
| Österreich                 |          |       |       |       |             |             |            |            |          |          |           |           |          |       |       |       |       |       |       |
| Chiara Hölzl               | 22       | 36    | 3     | 24    | 26          | 8           | 11         | –          | –        | –        | 11        | 11        | 31       |       |       |       |       |       |       |
| Julia Huber                | –        | –     | –     | –     | q           | q           | –          | –          | –        | –        | –         | –         | –        |       |       |       |       |       |       |
| Daniela Iraschko-Stolz     | 2        | 2     | 4     | 8     | 1           | 1           | 1          | 2          | 1        | 3        | 2         | 1         | 5        |       |       |       |       |       |       |
| Michaela Kranzl            | –        | –     | –     | –     | –           | –           | q          | –          | –        | –        | –         | –         | –        |       |       |       |       |       |       |
| Eva Pinkelnig              | 15       | q     | 5     | 4     | 19          | 6           | 9          | 10         | 4        | 6        | 5         | 9         | 10       |       |       |       |       |       |       |
| Elisabeth Raudaschl        | –        | –     | –     | –     | q           | q           | 32         | –          | –        | –        | –         | –         | –        |       |       |       |       |       |       |
| Sonja Schoitsch            | –        | –     | –     | –     | –           | –           | 37         | –          | –        | –        | 38        | 37        | –        |       |       |       |       |       |       |
| Jacqueline Seifriedsberger | 7        | 4     | 24    | 11    | 4           | 4           | 10         | 6          | 13       | 18       | 14        | 14        | 14       |       |       |       |       |       |       |
| Lisa Wiegele               | –        | –     | –     | –     | –           | –           | 39         | –          | –        | –        | 31        | 40        | –        |       |       |       |       |       |       |
| Polen                      |          |       |       |       |             |             |            |            |          |          |           |           |          |       |       |       |       |       |       |
| Magdalena Pałasz           | q        | –     | –     | –     | –           | –           | –          | –          | –        | –        | –         | –         | –        |       |       |       |       |       |       |
| Joanna Szwab               | q        | –     | –     | –     | –           | –           | –          | –          | –        | –        | –         | –         | –        |       |       |       |       |       |       |
| Rumänien                   |          |       |       |       |             |             |            |            |          |          |           |           |          |       |       |       |       |       |       |
| Daniela Haralambie         | q        | –     | –     | –     | q           | q           | q          | 34         | 32       | 34       | q         | 36        | –        |       |       |       |       |       |       |
| Bianca Elena Ștefănuță     | –        | –     | –     | –     | –           | –           | –          | –          | 37       | 39       | –         | –         | –        |       |       |       |       |       |       |
| Russland                   |          |       |       |       |             |             |            |            |          |          |           |           |          |       |       |       |       |       |       |
| Irina Awwakumowa           | 8        | 6     | 13    | 2     | 14          | 15          | 16         | 18         | 26       | 11       | 15        | 17        | 12       |       |       |       |       |       |       |
| Anastassija Gladyschewa    | 39       | 28    | 31    | 43    | q           | 32          | q          | 36         | 33       | 36       | 36        | 30        | –        |       |       |       |       |       |       |
| Darja Gruschina            | –        | –     | –     | –     | q           | q           | q          | q          | –        | –        | –         | –         | –        |       |       |       |       |       |       |
| Marija Jakowlewa           | –        | q     | 40    | 35    | q           | q           | q          | 38         | –        | –        | –         | –         | –        |       |       |       |       |       |       |
| Alexandra Kustowa          | 26       | 19    | 39    | 48    | q           | q           | q          | q          | –        | –        | –         | –         | –        |       |       |       |       |       |       |
| Sofja Tichonowa            | 4        | 16    | 17    | 28    | 33          | 18          | q          | 17         | –        | –        | 19        | 13        | 18       |       |       |       |       |       |       |
| Schweiz                    |          |       |       |       |             |             |            |            |          |          |           |           |          |       |       |       |       |       |       |
| Sabrina Windmüller         | –        | q     | 38    | 37    | q           | q           | –          | –          | –        | –        | 32        | 27        | –        |       |       |       |       |       |       |
| Slowenien                  |          |       |       |       |             |             |            |            |          |          |           |           |          |       |       |       |       |       |       |
| Urša Bogataj               | 21       | 26    | 21    | 30    | 18          | 16          | 18         | –          | –        | –        | 22        | 22        | 25       |       |       |       |       |       |       |
| Anja Javoršek              | –        | –     | –     | –     | –           | –           | –          | –          | –        | –        | 40        | 39        | –        |       |       |       |       |       |       |
| Barbara Klinec             | –        | –     | –     | –     | q           | q           | –          | –          | –        | –        | q         | q         | –        |       |       |       |       |       |       |
| Eva Logar                  | 13       | 21    | 27    | 13    | 15          | 11          | 24         | 30         | 25       | 30       | 16        | 18        | 26       |       |       |       |       |       |       |
| Katja Požun                | 35       | 14    | 22    | 23    | 32          | 22          | 34         | DSQ        | 24       | 28       | 9         | 19        | 21       |       |       |       |       |       |       |
| Špela Rogelj               | 1        | 3     | 10    | 3     | 8           | 7           | 14         | 3          | 5        | 10       | 7         | 4         | 8        |       |       |       |       |       |       |
| Anita Seretinek            | –        | –     | –     | –     | –           | –           | –          | –          | –        | –        | q         | q         | –        |       |       |       |       |       |       |
| Julija Sršen               | –        | –     | –     | –     | –           | –           | –          | –          | –        | –        | 39        | 35        | –        |       |       |       |       |       |       |
| Anja Tepeš                 | –        | –     | –     | –     | –           | –           | –          | –          | –        | –        | q         | q         | –        |       |       |       |       |       |       |
| Maja Vtič                  | 12       | 8     | 7     | 6     | 10          | 12          | 6          | 11         | 6        | 13       | 6         | 7         | 6        |       |       |       |       |       |       |
| Tschechien                 |          |       |       |       |             |             |            |            |          |          |           |           |          |       |       |       |       |       |       |
| Barbora Blažková           | 38       | –     | –     | –     | –           | –           | q          | q          | –        | –        | –         | –         | –        |       |       |       |       |       |       |
| Michaela Doleželová        | 29       | 39    | 34    | 41    | 35          | 38          | q          | 35         | 34       | 37       | –         | –         | –        |       |       |       |       |       |       |
| Karolína Indráčková        | q        | –     | –     | –     | q           | q           | –          | –          | –        | –        | –         | –         | –        |       |       |       |       |       |       |
| Jana Mrákotová             | q        | –     | –     | –     | –           | –           | –          | –          | –        | –        | –         | –         | –        |       |       |       |       |       |       |
| Zdeňka Pešatová            | –        | –     | –     | –     | q           | q           | –          | –          | –        | –        | –         | –         | –        |       |       |       |       |       |       |
| Veronika Ptáčková          | –        | –     | –     | –     | –           | –           | –          | –          | 38       | 38       | –         | –         | –        |       |       |       |       |       |       |
| Michaela Rajnochová        | –        | –     | –     | –     | –           | –           | q          | q          | –        | –        | –         | –         | –        |       |       |       |       |       |       |
| Vereinigte Staaten         |          |       |       |       |             |             |            |            |          |          |           |           |          |       |       |       |       |       |       |
| Nita Englund               | 18       | 20    | 11    | 25    | 7           | 8           | 15         | 7          | 12       | 2        | 12        | 10        | 23       |       |       |       |       |       |       |
| Tara Geraghty-Moats        | 32       | 40    | 29    | 38    | 39          | 36          | 33         | 26         | 19       | 9        | 17        | 23        | 28       |       |       |       |       |       |       |
| Sarah Hendrickson          | 9        | 5     | 8     | 34    | 17          | 40          | 8          | 15         | 18       | 14       | 3         | 3         | 2        |       |       |       |       |       |       |
| Abby Hughes                | –        | –     | –     | –     | –           | –           | 19         | 27         | 27       | 21       | 20        | 31        | –        |       |       |       |       |       |       |
| Jessica Jerome             | 11       | 13    | 12    | 10    | 16          | 17          | 27         | 28         | 20       | 26       | –         | –         | 11       |       |       |       |       |       |       |
| Nina Lussi                 | 34       | q     | q     | 45    | 38          | 39          | 38         | 39         | 35       | 32       | 35        | 38        | –        |       |       |       |       |       |       |

Legende
| Erster Platz Zweiter Platz Dritter Platz Plätze 4 bis 30 (Weltcuppunkte) | keine Weltcuppunkte in der Qualifikation gescheitert disqualifiziert |

### Wertungen
| Rang | Name                       | Punkte |
| ---- | -------------------------- | ------ |
| 01.  | Daniela Iraschko-Stolz     | 1007   |
| 02.  | Sara Takanashi             | 0973   |
| 03.  | Carina Vogt                | 0672   |
| 04.  | Špela Rogelj               | 0581   |
| 05.  | Yūki Itō                   | 0434   |
| 06.  | Maja Vtič                  | 0418   |
| 07.  | Eva Pinkelnig              | 0408   |
| 08.  | Sarah Hendrickson          | 0399   |
| 09.  | Jacqueline Seifriedsberger | 0370   |
| 10.  | Nita Englund               | 0332   |
| 11.  | Irina Awwakumowa           | 0315   |
| 12.  | Line Jahr                  | 0306   |
| 13.  | Katharina Althaus          | 0299   |
| 14.  | Maren Lundby               | 0289   |
| 15.  | Taylor Henrich             | 0230   |
| 16.  | Juliane Seyfarth           | 0222   |
| 17.  | Chiara Hölzl               | 0185   |

| Rang | Name                | Punkte |
| ---- | ------------------- | ------ |
| 18.  | Jessica Jerome      | 0168   |
| 19.  | Sofja Tichonowa     | 0154   |
| 20.  | Julia Clair         | 0151   |
| 21.  | Eva Logar           | 0142   |
| 22.  | Coline Mattel       | 0128   |
| 23.  | Ulrike Gräßler      | 0124   |
| 24.  | Julia Kykkänen      | 0121   |
| 25.  | Katja Požun         | 0105   |
| 26.  | Kaori Iwabuchi      | 0101   |
| 27.  | Yūka Setō           | 0100   |
| 28.  | Urša Bogataj        | 0091   |
| 29.  | Léa Lemare          | 0089   |
| 30.  | Tara Geraghty-Moats | 0073   |
| 31.  | Gianina Ernst       | 0069   |
| 32.  | Anna Häfele         | 0042   |
|      | Gyda Enger          | 0042   |

| Rang | Name                    | Punkte |
| ---- | ----------------------- | ------ |
| 34.  | Abby Hughes             | 0041   |
| 35.  | Svenja Würth            | 0039   |
| 36.  | Evelyn Insam            | 0029   |
| 37.  | Elena Runggaldier       | 0023   |
| 38.  | Anette Sagen            | 0022   |
| 39.  | Alexandra Kustowa       | 0017   |
| 40.  | Yurina Yamada           | 0016   |
| 41.  | Pauline Heßler          | 0011   |
| 42.  | Yuka Kobayashi          | 0009   |
| 43.  | Anastassija Gladyschewa | 0004   |
|      | Misaki Shigeno          | 0004   |
|      | Sabrina Windmüller      | 0004   |
| 46.  | Michaela Doleželová     | 0002   |
|      | Henriette Kraus         | 0002   |
| 48.  | Anna Rupprecht          | 0001   |
|      | Ayumi Watase            | 0001   |

| Endstand nach 13 Wettbewerben |                    |        |
| \| Rang \| Name \| Punkte \| \| ---- \| ------------------ \| ------ \| \| 01. \| Österreich \| 1970 \| \| 02. \| Japan \| 1638 \| \| 03. \| Deutschland \| 1481 \| \| 04. \| Slowenien \| 1337 \| \| 05. \| Vereinigte Staaten \| 1013 \| \| 06. \| Norwegen \| 0659 \| \| 07. \| Russland \| 0490 \| \| 08. \| Frankreich \| 0368 \| \| 09. \| Kanada \| 0230 \| \| 10. \| Finnland \| 0121 \| \| 11. \| Italien \| 0052 \| \| 12. \| Schweiz \| 0004 \| \| 13. \| Tschechien \| 0002 \| |                    |        |
| Rang | Name               | Punkte |
| 01. | Österreich         | 1970   |
| 02. | Japan              | 1638   |
| 03. | Deutschland        | 1481   |
| 04. | Slowenien          | 1337   |
| 05. | Vereinigte Staaten | 1013   |
| 06. | Norwegen           | 0659   |
| 07. | Russland           | 0490   |
| 08. | Frankreich         | 0368   |
| 09. | Kanada             | 0230   |
| 10. | Finnland           | 0121   |
| 11. | Italien            | 0052   |
| 12. | Schweiz            | 0004   |
| 13. | Tschechien         | 0002   |

### Karriereenden
Vor der Saison:
- Alexandra Pretorius[7]

Während der Saison:
- Anette Sagen[8]

Nach der Saison:
- Anja Tepeš[9]